# Sotavento (serviço ferroviário)
O Sotavento foi um serviço ferroviário da Companhia dos Caminhos de Ferro Portugueses e da sua sucessora, os Caminhos de Ferro Portugueses. Considerado um comboio rápido, assegurava as ligações entre Lisboa e o Algarve, em Portugal.

## Caracterização
Este serviço, da classe "Rápido", ligava Lisboa ao Algarve por via ferroviária, sendo a passagem do Rio Tejo, entre Lisboa e o Barreiro, efectuada por via fluvial.
Este serviço tinha, inicialmente, apenas a primeira classe, tendo sido a segunda classe introduzida entre 1981 e 1984; todas as composições incluíam uma carruagem-bar, e efectuava-se, normalmente, às Segundas, Quartas, Sextas-Feiras e Sábados, e, durante a época estival, também nas Terças e Quintas-Feiras. Grande parte dos passageiros deste serviço eram turistas, originários do estrangeiro.

## História
Em 1973, iniciava-se no Barreiro e terminava em Vila Real de Santo António-Guadiana, efectuando paragens nas estações de Setúbal, Tunes, Albufeira, Loulé, Faro, Olhão e Tavira.
Em 1980, o serviço já tinha sido alterado, tendo a paragem em Setúbal sido eliminada dos horários, e introduzidas as estações de Fuseta, Livramento, Luz, Conceição, Cacela, Castro Marim e Vila Real de Santo António. Em 1983, as locomotivas da Série 1800, que asseguravam este serviço, foram substituídas pelas locomotivas da Série 1900.